# Yigrasheni
Yigrasheni (en georgiano: ჯიგრაშენი; en armenio: Ջգրաշեն, romanizado: Jgrashen) es un pueblo de Georgia ubicado en el sureste de la región de Mesjetia-Yavajetia, siendo parte del municipio de Ninotsminda.  

## Geografía
Yigrasheni está en la meseta de Ajalkalaki, a orillas del río Paravani, 7 km al noroeste de Ninotsminda y a 9 km al sureste de Ajalkalaki.

## Historia
El asentamiento es uno de los pueblos antiguos e históricos de Yavajetia. Una de las primeras evidencias conocidas de la aldea en fuentes escritas se remonta a 1595, cuando el asentamiento fue mencionado en la lista de impuestos turcos y afirmó que tenía 16 casas y estaba sujeto a impuestos de 11.160 akce
Desde el siglo XVIII hasta 1917, Yigrasheni pasó a formar parte del Imperio ruso.
Luego, tras el colapso del Imperio ruso, se convirtió en objeto de la guerra georgiano-armenia. Después de conquista soviética de Transcaucasia, el asentamiento se incluyó en la composición de la Georgia soviética y, tras la declaración de independencia de Georgia, siguió formando parte de Georgia.

## Demografía
La evolución demográfica de Yigrasheni entre 1914 y 2014 fue la siguiente:
| 469                                             | 118 | 784 |
| (Fuente: Population of Georgia in Soviet times) |     |     |

Según los datos del censo de 2014, los armenios son el 98,9 % de la población local; y los georgianos, 0,8 %.

## Infraestructura

### Arquitectura, monumentos y lugares de interés
La iglesia de los Santos Arcángeles está ubicada en el pueblo y se menciona en documentos de la década de 1850. El templo estuvo en estado ruinoso durante muchos años, pero Arsen Kspoyan la renovó en 2012. La iglesia es objeto de disputa entre la iglesia apostólica armenia y la iglesia ortodoxa georgiana, que la considera georgiana.

### Educación
En el pueblo de Yigrasheni hay una escuela.